# Trachelopachys keyserlingi
Trachelopachys keyserlingi là một loài nhện trong họ Trachelidae.
Loài này thuộc chi Trachelopachys. Trachelopachys keyserlingi được Carl Friedrich Roewer miêu tả năm 1951.